# Ŏ
Ŏ (kleingeschrieben ŏ) ist ein Buchstabe des lateinischen Schriftsystems, bestehend aus einem O mit Breve. Der Buchstabe wird in keiner Sprache verwendet, allerdings ist er in einigen Transkriptionsschemen vorhanden. In der McCune-Reischauer-Romanisierung wird der Buchstabe für den gerundeten halboffenen Hinterzungenvokal, wie er z. B. beim koreanischen Vokal ㅓ vorkommen kann, verwendet. Bei der Transkription der Khmer-Schrift stellt der Buchstabe ein einfaches O dar, das beim Khmer-Vokal ឧ vorkommt.

## Darstellung auf dem Computer
Unicode enthält das Ŏ an den Codepunkten U+014E (Großbuchstabe) und U+014F (Kleinbuchstabe).